# IATスーパーJチャンネル
『IATスーパーJチャンネル』（アイエーティー スーパージェイチャンネル）は、1997年3月31日から岩手朝日テレビ (IAT) で平日夕方に放送されているローカルニュース番組。テレビ朝日発『スーパーJチャンネル』の岩手県ローカルパートに相当する。
2013年4月1日からは番組表上で『スーパーJチャンネルいわて』と記されている。2020年度から採用されているタイトルロゴは『Jチャンいわて』と「スーパー」のない表記になっているが、その後も番組表上では『スーパーJチャンネルいわて』と表記され続けている。

## 概要
番組はストレートニュースのほか、特集やスポーツコーナーなど多彩な内容で構成されている。2011年10月よりバーチャルスタジオを導入している。2024年現在は通常のスタジオセットを使用し、バーチャルは一部にとどめている。
放送時間は月曜 - 木曜 18:15 - 18:55、金曜 18:15 - 18:50（日本標準時）。放送時間の変更は過去に幾度かあったが、2012年3月12日に放送開始時刻が18:15に、そして同年4月2日に終了時刻が18:55になった。
1997年の本番組開始当初は18時台後半に岩手県内のニュースを伝えていたが、1999年の春改変で17時台のテレビ朝日制作枠のネット受けを開始した時から2000年の秋改変までは17時台の後半をローカルニュース枠、18時台の後半をテレビ朝日との同時ネットとしていた。2000年秋改変から現在のような構成（17時台はフライングスタート部分を含めてテレビ朝日の内容、18時台後半からローカル編成）に移行している。

2020年10月5日から、テレビ朝日の平日19時台番組が18:45開始となったことに伴い、放送時間を短縮した。金曜日は「青春応援歌ブカツTV」を放送するため18:40までの25分間となる（月 - 木曜も、「きょうの県議会」が放送される場合は18:40まで）。2021年10月に19時台番組が19:00開始に戻され（金曜のみ18:50）、月〜木曜は18:55終了となった。金曜は18:50終了となっている。
また、番組は週5日間の帯で放送されているが、一時期金曜放送分のみが『IATスーパーJチャンネル活金情報局』（アイエーティースーパージェイチャンネルかつきんじょうほうきょく）→『IATスーパーJチャンネル金曜スーク。』というタイトルの生活情報番組として放送されていた。さらには土曜午前に放送されていた『楽茶間』（ラクティマ）との統合により、テレビ朝日発『スーパーJチャンネル』を内包する2時間の夕方ワイド番組『楽茶間plus!!』（ラクティマプラス）→『ラクティマプラス!!』として放送されていたこともある。これらが放送されている間、本番組は週4日間の放送に縮小していた。
開局当時の報道番組「IATきらめきワイド」含め、出演者は一貫してIAT社員のアナウンサーが務めてきたが、2024年7月に月～水曜メインキャスターとして二宮真佑子(フリー)を起用した。

## 出演者
◎はフリー、それ以外はIATアナウンサー。天気予報については、IATアナウンサーが日替わりで担当する。
- 二宮真佑子◎（月 - 水曜、2024年7月1日 - ）
- 吉丸広人（月・火曜、2023年4月6日 - ）
- 城戸今日子（水 - 金曜、2021年3月29日 - ）
- 今井悠貴（木・金曜、2024年7月4日 - ）

## 過去の出演者
| 期間      | 期間      | 男性       | 男性     | 男性     | 男性              | 女性       | 女性                  | 女性       | 女性                |
| 期間      | 期間      | 月曜・火曜 | 水曜     | 木曜     | 金曜              | 月曜・火曜 | 水曜                  | 木曜       | 金曜                |
| --------- | --------- | ---------- | -------- | -------- | ----------------- | ---------- | --------------------- | ---------- | ------------------- |
| 1997.3.31 | 2000.3.31 | 伊波伴准   | 伊波伴准 | 西村正行 | 西村正行          | 土岐聡子   | 土岐聡子              | 高橋香有   | 高橋香有            |
| 2000.4.3  | 2001.3.30 | 伊波伴准   | 伊波伴准 | 西村正行 | 西村正行          | 山田美保   | 山田美保              | 高橋香有   | 高橋香有            |
| 2001.4.2  | 2002.7.26 | 伊波伴准   | 伊波伴准 | 伊波伴准 | 三橋泰介          | 山田美保   | 山田美保              | 山田美保   | 水野悠希            |
| 2002.7.29 | 2004.9.30 | 伊波伴准   | 伊波伴准 | 伊波伴准 | 三橋泰介          | 山田美保   | 山田美保              | 山田美保   | 山田美保            |
| 2004.10.1 | 2005.2.25 | 伊波伴准   | 伊波伴准 | 伊波伴准 | 三橋泰介          | 樋口綾子   | 樋口綾子              | 樋口綾子   | 樋口綾子            |
| 2005.2.28 | 2005.3.25 | 伊波伴准   | 伊波伴准 | 伊波伴准 | 伊波伴准          | 樋口綾子   | 樋口綾子              | 樋口綾子   | 樋口綾子            |
| 2005.3.28 | 2006.9.29 | 伊波伴准   | 伊波伴准 | 伊波伴准 | 矢田雄二郎        | 樋口綾子   | 樋口綾子              | 樋口綾子   | 登田真由子          |
| 2006.10.2 | 2007.8.31 | 山田理     | 山田理   | 山田理   | 矢田雄二郎        | 樋口綾子   | 樋口綾子              | 樋口綾子   | 登田真由子          |
| 2007.9.3  | 2007.9.28 | 山田理     | 山田理   | 山田理   | 伊波伴准          | 樋口綾子   | 樋口綾子              | 樋口綾子   | 藤原規衣 川越千秋   |
| 2007.10.1 | 2008.9.26 | 山田理     | 山田理   | 山田理   | 伊波伴准          | 杉山藍     | 杉山藍                | 杉山藍     | 藤原規衣            |
| 2008.9.29 | 2009.3.27 | 山田理     | 山田理   | 山田理   | 小山羊右          | 杉山藍     | 杉山藍                | 杉山藍     | 藤原規衣 登田真由子 |
| 2009.3.30 | 2009.9.25 | 山田理     | 山田理   | 山田理   | 小山羊右 中尾考作 | 杉山藍     | 杉山藍                | 杉山藍     | 藤原規衣 畑山綾乃   |
| 2009.9.28 | 2010.3.26 | 山田理     | 山田理   | 山田理   | 小山羊右 中尾考作 | 丹野尚子   | 丹野尚子              | 丹野尚子   | 藤原規衣 畑山綾乃   |
| 2010.3.29 | 2011.9.30 | 山田理     | 山田理   | 山田理   | 小山羊右          | 丹野尚子   | 丹野尚子              | 丹野尚子   | 藤原規衣            |
| 2011.10.3 | 2012.9.28 | 山田理     | 山田理   | 山田理   | 塚本京平          | 丹野尚子   | 丹野尚子              | 丹野尚子   | 藤原規衣            |
| 2012.10.1 | 2013.3.29 | 山田理     | 山田理   | 塚本京平 | 塚本京平          | 丹野尚子   | 丹野尚子              | 藤原規衣   | 藤原規衣            |
| 2013.4.1  | 2015.3.27 | 山田理     | 山田理   | 塚本京平 | 塚本京平          | 坂本奈津美 | 坂本奈津美            | 藤原規衣   | 藤原規衣            |
| 2015.3.30 | 2016.3.25 | 岸英利     | 岸英利   | 岸英利   | 岸英利            | 坂本奈津美 | 坂本奈津美            | 藤原規衣   | 藤原規衣            |
| 2016.3.28 | 2016.9.30 | 岸英利     | 岸英利   | 相埜裕樹 | 相埜裕樹          | 坂本奈津美 | 坂本奈津美            | 藤原規衣   | 藤原規衣            |
| 2016.10.3 | 2017.3.31 | 岸英利     | 岸英利   | 相埜裕樹 | 相埜裕樹          | 藤原規衣   | 藤原規衣              | 藤原規衣   | 藤原規衣            |
| 2017.4.3  | 2018.3.30 | 岸英利     | 岸英利   | 相埜裕樹 | 相埜裕樹          | 照井七瀬   | 照井七瀬              | 黒須聡瑛   | 黒須聡瑛            |
| 2018.4.2  | 2019.3.29 | 岸英利     | 岸英利   | 相埜裕樹 | 相埜裕樹          | 石田瑠美子 | 石田瑠美子            | 黒須聡瑛   | 黒須聡瑛            |
| 2019.4.1  | 2021.3.26 | 岸英利     | 岸英利   | 岸英利   | 中尾考作          | 石田瑠美子 | 石田瑠美子            | 石田瑠美子 | 照井七瀬            |
| 2021.3.29 | 2021.10.1 | 相埜裕樹   | 相埜裕樹 | 相埜裕樹 | 岸英利            | 城戸今日子 | 城戸今日子            | 城戸今日子 | 上釜美憂            |
| 2021.10.4 | 2023.3.31 | 山田理     | 山田理   | 山田理   | 前田拓磨          | 城戸今日子 | 城戸今日子            | 上釜美憂   | 上釜美憂            |
| 2023.4.3  | 2024.6.28 | 山田理     | 山田理   | 吉丸広人 | 吉丸広人          | 仮屋未来   | 仮屋未来              | 城戸今日子 | 城戸今日子          |
| 2024.7.1  |           | 吉丸広人   | （不在） | 今井悠貴 | 今井悠貴          | 二宮真佑子 | 二宮真佑子 城戸今日子 | 城戸今日子 | 城戸今日子          |

- 加納美也子（2001年4月 - 2003年1月）
- 原田佳子
- 矢部順子
- 高井瑛子

## テーマ曲
- 輝煌（女子十二楽坊、 - 2006年9月）
- Views（中田ヤスタカ、2012年10月 - 2015年3月） - 以降、テレビ朝日発部分と同一[要説明]。
- J-Time（木之下慶行、2015年4月 - 2019年3月）
- Sekai-Japan（竜馬四重奏、2019年4月 - 2020年9月）
- 開雲見日 ～スーパーJチャンネルのテーマ～（ヒャダイン、2020年10月 - 2023年12月）
- Challenger（いきものがかり、2024年1月 - ）